# Columbus (Indiana)
 For alternative betydninger, se Columbus. (Se også artikler, som begynder med Columbus)
Columbus er hovedsædet for Bartholomew County i Indiana, USA. Byen ligger ca. 65 km syd for Indianapolis, ved den østlige forgrening af White River-floden i Indiana. Byen havde 44.061 indbyggere i 2010. Columbus er hovedbyen i et samlet byområde kaldet Columbus, Indiana Metropolitan Statistical Area med 76,794 indbyggere som udgøres af hele Barthlomew Country.